# Microlenecamptus signatus
Microlenecamptus signatus là một loài bọ cánh cứng trong họ Cerambycidae.